# Mads Mikkelsen
Mads Mikkelsen (Copenhaguen, 22 de novembre de 1965) és un actor danès guanyador del premi al millor actor en el Festival de Cannes gràcies a la seva interpretació en La caça (Jagten). És conegut per interpretar el paper d'Hannibal Lecter en la sèrie de televisió Hannibal; per participar en la pel·lícula de culte Pusher i en la seva seqüela; i per fer de La Xifra, el vilà de Casino Royale, la 21ena pel·lícula de la saga James Bond.

## Biografia
Mikkelsen va néixer al districte d'Østerbro de Copenhaguen, fill de Bente Christiansen i de Henning Mikkelsen. Ell i el seu germà, també actor, Lars Mikkelsen, van créixer al districte de Nørrebro.
Va formar-se com a gimnasta i dedicà anys a estudiar dansa a l'acadèmia de Göteborg on també va perfeccionar el seu suec. Durant la seva formació va conèixer la coreògrafa Hanne Jacobsen, amb qui es va casar l'any 2000. Va ser ballarí professional durant gairabé una dècada fins que el va deixar per estudiar teatre a l'escola de teatre d'Aarhus.
Va fer el seu debut en la pel·lícula Pusher (1996) i protagonitzà diverses pel·lícules daneses com ara Blinkende Lygter, De Grønne Slagtere, Pusher i Pusher II. El paper pel qual es va fer conegut al seu país va ser el d'un policia en la sèrie de televisió danesa Rejseholdet.
En 2003 va protagonitzar Elsker dig for evigt. L'any següent va donar el salt al cinema nord-americà amb la pel·lícula King Arthur produïda per Jerry Bruckheimer. En 2006 va interpretar al vilà La Xifra a la pel·lícula de James Bond Casino Royale. Posteriorment va protagonitzar Adams æbler (2005), Efter brylluppet i Prag (2006).
L'any 2008 va interpretar a Jørgen Haagen Schmith en la pel·lícula En Flama i en Llimona (Flammen og Citronen) i al compositor Ígor Stravinsky en Coco Chanel & Igor Stravinsky al 2009. Aquest mateix any va protagonitzar Valhalla Rising de Nicolas Winding Refn. En 2010 es va unir al repartiment de Lluita de titans (Clash of titans), de Louis Leterrier. En 2011 va aparèixer com el vilà de la pel·lícula Els tres mosqueters (The Three Musketeers), de Paul W.S. Anderson.
En 2012 va arribat un dels seus treballs més reconeguts amb la pel·lícula La caça (Jagten), de Thomas Vinterberg, nominada a l'Oscar com a millor pel·lícula de parla no anglesa. La seva interpretació li va valer el premi al millor actor al Festival de Cannes. L'any 2013 va protagonitzar un drama d'època basat en fet reals, Un afer reial (En kongelig affaere), dirigida per Nikolaj Arcel i co-escrita amb Lars von Trier. Va ser nominada a millor pel·lícula de parla no anglesa en els Globus d'Or i els Oscar, representant a Dinamarca. Aquest mateix any va protagonitzar Michael Kohlhaas, treball pel qual va ser nominat com a millor actor als Premis César, i Charlie Countryman, dirigida per Fredrik Bond.
Entre 2013 i 2015 va protagonitzar la sèrie de televisió d'NBC Hannibal, amb el paper d'Hannibal Lecter al costat de l'actor Hugh Dancy com a l'agent especial Will Graham.
L'any 2016 Mikkelsen va participar en dues superproduccions de Hollywood: Doctor Strange i Rogue One: A Star Wars Story.
En 2018 va protagonitzar el film Àrtic, de Joe Penna, on encarna a un aviador que té un accident a l'Àrtida. Mikkelsen va declarar que aquest film va ser un dels papers més difícils que va interpretar a la seva carrera.
En 2019 va col·laborar amb Hideo Kojima i el seu videojoc Death Stranding, on l'actor posa veu i rostre al personatge Clifford Unger.
En 2020 va rebre la Conquilla de Plata al millor actor en el Festival de Sant Sebastià per la pel·lícula Una altra ronda de Thomas Vinterberg.
En 2021 estrena l'adaptació al cinema de Chaos Walking, al costat de Tom Holland i Daisy Ridley.

## Filmografia

### Cinema
| Any  | Títol en català                                 | Títol original                              | Director             | Notes        |
| ---- | ----------------------------------------------- | ------------------------------------------- | -------------------- | ------------ |
| 1996 |                                                 | Blomsterfangen                              | Jens Arentzen        | Curtmetratge |
| 1996 | Pusher                                          | Pusher                                      | Nicolas Winding Refn |              |
| 1996 |                                                 | Café Hector                                 | Lotte Svendsen       | Curtmetratge |
| 1998 |                                                 | Vildspor                                    | Simon Staho          |              |
| 1998 |                                                 | Nattens engel                               | Shaky González       |              |
| 1999 |                                                 | Tom Merritt                                 | Anders Gustafsson    | Curtmetratge |
| 1999 |                                                 | Bleeder                                     | Nicolas Winding Refn |              |
| 2000 |                                                 | Blinkende lygter - Blinkande lyktor         | Anders Thomas Jensen |              |
| 2001 |                                                 | Monas verden                                | Jonas Elmer          |              |
| 2001 |                                                 | En kort en lang                             | Hella Joof           |              |
| 2001 | Monsters, Inc.                                  |                                             | Peter Docter         | Veu en danès |
| 2002 |                                                 | Jeg er Dina                                 | Ole Bornedal         |              |
| 2002 |                                                 | Elsker dig for evigt                        | Susanne Bier         |              |
| 2002 |                                                 | Wilbur begår selvmord                       | Lone Scherfig        |              |
| 2003 |                                                 | Nu                                          | Simon Staho          | Curtmetratge |
| 2003 |                                                 | Dykkerdrengen                               | Morten Giese         | Curtmetratge |
| 2003 |                                                 | De grønne slagtere                          | Anders Thomas Jensen |              |
| 2003 |                                                 | Torremolinos 73                             | Pablo Berger         |              |
| 2004 |                                                 | King Arthur                                 | Antoine Fuqua        |              |
| 2004 |                                                 | Pusher II                                   | Nicolas Winding Refn |              |
| 2005 |                                                 | Adams æbler                                 | Anders Thomas Jensen |              |
| 2006 |                                                 | Efter brylluppet                            | Susanne Bier         |              |
| 2006 | Cars                                            | Cars                                        | John Lasseter        | Veu en danés |
| 2006 |                                                 | Prag                                        | Ole Christian Madsen |              |
| 2006 |                                                 | Exit                                        | Peter Lindmark       |              |
| 2006 | Casino Royale                                   | Casino Royale                               | Martin Campbell      |              |
| 2008 | En Flama i en Llimona                           | Flammen og Citronen                         | Ole Christian Madsen |              |
| 2009 |                                                 | Coco Chanel & Igor Stravinsky               | Jan Kounen           |              |
| 2009 |                                                 | Valhalla Rising                             | Nicolas Winding Refn |              |
| 2009 |                                                 | Die Tür                                     | Anno Saul            |              |
| 2010 | Lluita de titans                                | Clash of the Titans                         | Louis Leterrier      |              |
| 2010 |                                                 | Muumi ja punainen pyrstötähti               | Maria Lindberg       | Veu          |
| 2011 | Els tres mosqueters                             | The Three Musketeers                        | Paul W. S. Anderson  |              |
| 2012 | Un afer reial                                   | En kongelig affaere                         | Nikolaj Arcel        |              |
| 2012 | La caça                                         | Jagten                                      | Thomas Vinterberg    |              |
| 2012 |                                                 | Move On                                     | Asger Leth           |              |
| 2013 |                                                 | Charlie Countryman                          | Fredrik Bond         |              |
| 2013 |                                                 | Michael Kohlhaas                            | Arnaud des Pallières |              |
| 2014 |                                                 | The Salvation                               | Kristian Levring     |              |
| 2015 |                                                 | Mænd og høns                                | Anders Thomas Jensen |              |
| 2016 |                                                 | Doctor Strange                              | Scott Derrickson     |              |
| 2016 |                                                 | Le Fantôme                                  | Jake Scott           | Curtmetratge |
| 2016 |                                                 | Rogue One: A Star Wars Story                | Gareth Edwards       |              |
| 2018 | Àrtic                                           | Arctic                                      | Joe Penna            |              |
| 2018 |                                                 | At Eternity's Gate                          | Julian Schnabel      |              |
| 2019 |                                                 | Polar                                       | Jonas Åkerlund       |              |
| 2020 | Una altra ronda                                 | Druk                                        | Thomas Vinterberg    |              |
| 2020 |                                                 | Retfærdighedens ryttere                     | Anders Thomas Jensen |              |
| 2021 |                                                 | Chaos Walking                               | Doug Liman           |              |
| 2022 | Bèsties fantàstiques: Els secrets de Dumbledore | Fantastic Beasts: The Secrets of Dumbledore | Gellert Grindelwald  |              |
| 2023 | Indiana Jones i el dial del destí               | Indiana Jones and the Dial of Destiny       | James Mangold        |              |
| 2023 | La terra promesa                                | Bastarden                                   | Nikolaj Arcel        |              |

### Sèries de televisió
| Any       | Títol original | Paper                  | Notes       |
| --------- | -------------- | ---------------------- | ----------- |
| 2000–2003 | Rejseholdet    | Allan Fisher           | 32 episodis |
| 2005      | Klovn          | El futbolista Mads     | Episodi 8   |
| 2005      | Julie          | Pare de Julie / Harald | 5 episodis  |
| 2013–2015 | Hannibal       | Dr. Hannibal Lecter    | 39 episodis |

### Videojocs
| Any  | Títol           | Paper                  | Notes                     |
| ---- | --------------- | ---------------------- | ------------------------- |
| 2019 | Death Stranding | Clifford "Cliff" Unger | Veu i captura de moviment |

## Premis i distincions
| Any  | Premi                                                                                            | Títol                   | Resultat  |
| ---- | ------------------------------------------------------------------------------------------------ | ----------------------- | --------- |
| 2021 | BAFTA a millor actor principal                                                                   | Una altra ronda         | Nominat   |
| 2016 | Saturn a millor actor de televisión                                                              | Hannibal                | Nominat   |
| 2015 | Saturn a millor actor de televisión                                                              | Hannibal                | Nominat   |
| 2014 | Saturn a millor actor de televisión                                                              | Hannibal                | Guanyador |
| 2021 | Bodil a millor actor                                                                             | Una altra ronda         | Nominat   |
| 2014 | Bodil a millor actor                                                                             | La caça                 | Guanyador |
| 2013 | Bodil a millor actor                                                                             | Un afer reial           | Nominat   |
| 2007 | Bodil a millor actor                                                                             | Prag                    | Nominat   |
| 2005 | Bodil a millor actor                                                                             | Pusher II               | Guanyador |
| 2004 | Bodil a millor actor                                                                             | De grønne slagtere      | Nominat   |
| 2003 | Bodil a millor actor                                                                             | Elsker dig for evigt    | Nominat   |
| 2012 | Festival de Canes a millor interpretació masculina                                               | La caça                 | Guanyador |
| 2021 | Chlotrudis a millor actor                                                                        | Una altra ronda         | Nominat   |
| 2014 | Chlotrudis a millor actor                                                                        | La caça                 | Guanyador |
| 2010 | Chlotrudis a millor actor de repartiment                                                         | En Flama i en Llimona   | Nominat   |
| 2014 | CinEuphoria a millor actor internacional                                                         | La caça                 | Guanyador |
| 2014 | César a millor actor                                                                             | Michael Kohlhaas        | Nominat   |
| 2021 | Robert a millor actor                                                                            | Una altra ronda         | Guanyador |
| 2021 | Robert a millor actor                                                                            | Retfærdighedens ryttere | Nominat   |
| 2016 | Robert a millor actor                                                                            | Mænd og høns            | Nominat   |
| 2014 | Robert a millor actor                                                                            | La caça                 | Guanyador |
| 2013 | Robert a millor actor                                                                            | Un afer reial           | Nominat   |
| 2011 | Robert a millor actor                                                                            | Valhalla Rising         | Nominat   |
| 2009 | Robert a millor actor de repartiment                                                             | En Flama i en Llimona   | Nominat   |
| 2007 | Robert a millor actor                                                                            | Efter brylluppet        | Nominat   |
| 2007 | Robert a millor actor                                                                            | Prag                    | Nominat   |
| 2006 | Robert a millor actor de repartiment                                                             | Adams æbler             | Nominat   |
| 2005 | Robert a millor actor                                                                            | Pusher II               | Guanyador |
| 2003 | Robert a millor actor                                                                            | Elsker dig for evigt    | Nominat   |
| 2012 | DFCC a millor actor                                                                              | La caça                 | Nominat   |
| 2014 | DDC a millor actor estranger                                                                     | La caça                 | Nominat   |
| 2014 | DDC a millor actor estranger                                                                     | Un afer reial           | Nominat   |
| 2020 | Cinema Europeu a millor actor europeu                                                            | Una altra ronda         | Guanyador |
| 2012 | Cinema Europeu a millor actor europeu                                                            | La caça                 | Nominat   |
| 2011 | Cinema Europeu a la millor contribució europea al cinema mundial                                 | -                       | Guanyador |
| 2008 | Cinema Europeu a millor actor europeu                                                            | En Flama i en Llimona   | Nominat   |
| 2006 | Cinema Europeu a millor actor europeu                                                            | Efter brylluppet        | Nominat   |
| 2016 | Fangoria Chainsaw a millor actor de televisió                                                    | Hannibal                | Nominat   |
| 2015 | Fangoria Chainsaw a millor actor de televisió                                                    | Hannibal                | Nominat   |
| 2004 | Fantas a millor actor                                                                            | De grønne slagtere      | Guanyador |
| 2019 | Drac honorífic del Festival de cinema de Göteborg                                                | -                       | Guanyador |
| 2014 | Festival Internacional de Cinema de Palm Springs a millor actor                                  | La caça                 | Guanyador |
| 2007 | Festival Internacional de Cinema de Palm Springs a millor actor                                  | Efter brylluppet        | Guanyador |
| 2006 | Festival Int. de Cinema fantàstic de Bucheon a millor actor - Compartit amb Ulrich Thomsen       | Adams æbler             | Guanyador |
| 2003 | Festival de cinema nòrdic de Roan a millor actor                                                 | Elsker dig for evigt    | Guanyador |
| 2020 | Conquilla de plata a millor actor - Compartit amb Thomas Bo Larsen, Lars Ranthe i Magnus Millang | Una altra ronda         | Guanyador |
| 2020 | Cor honorífic del Festival de cinema de Sarajevo                                                 | -                       | Guanyador |
| 2019 | The Game Awards a millor actuació                                                                | Death Stranding         | Guanyador |
| 2017 | Zulu a millor actor                                                                              | Doctor Strange          | Guanyador |
| 2015 | Zulu a millor actor                                                                              | Mænd og høns            | Guanyador |
| 2013 | Zulu a millor actor                                                                              | La caça                 | Guanyador |
| 2007 | Zulu a millor actor                                                                              | Prag                    | Guanyador |
| 2005 | Zulu a millor actor                                                                              | Pusher II               | Guanyador |
| 2003 | Zulu a millor actor de repartiment                                                               | Wilbur begår selvmord   | Guanyador |
| 2002 | Zulu a millor actor                                                                              | En kort en lang         | Guanyador |